# Раймон Брен
Раймон Ернест Мішель Брен (фр. Raymond Ernest Michel Braine, нар. 28 квітня 1907, Антверпен, Бельгія — пом. 24 грудня 1978, Антверпен, Бельгія) — бельгійський футболіст, центральний нападник. 64-е місце у рейтингу IFFHS «Найкращі футболісти Європи XX сторіччя». Найкращий футболіст Бельгії довоєнного періоду.

## Початок кар'єри
Народився 28 квітня 1907 року в Антверпені. Вихованець місцевого клубу «Беєрсхот». За основну команду дебютував 11 лютого 1923 року в матчі з брюссельським «Дарінгом». На той час йому виповнилося п'ятнадцять років і дев'ять місяців. За цей клуб та збірну Бельгії виступав і його старший брат - П'єр Брен. У перших двох сезонах періодично з'являвся на футбольному полі, а з чемпіонату 1924/25 - повноцінний гравець основного складу, виступав на позиції центрального нападника.
За національну збірну дебютував 15 березня 1925 року. В Антверпені бельгійські футболісти поступилися збірній Нідерландів (0:1). Свій перший гол забив у п'ятому матчі, збірнії Австрії. З травня наступного року виступав на звичній для себе позиції - центрфорварда.
У 1927 році поїхав до команди другого англійського дивізіону «Клептон Орієнт». Але не отримав дозволу на працевлаштування і повернувся на батьківщину, де його чекало справжнє визнання. «Беєрсхот» здобуває чемпіонський титул, а Брен стає найкращим бомбардиром ліги з феноменальним результатом - 35 голів у 18 іграх.
На Олімпійських іграх 1928 збірна Бельгії вважалася одним із фаворитів серед європейських команд. Але вже в чвертьфіналі поступилася більш потужній команді з Південної Америки - аргентинцям. На турнірі Раймон Брен провів обидва поєдинки і відзначився трьома забитими голами.
У наступному сезоні знову найвлучніший гравець чемпіонату: 27 голів у 26 матчах. Але основні події відбувалися за межами футбольного поля. Стали з'являтися чутки про наявність «чорної каси» в «Беєрсхоті». Команда кожного року була серед лідерів, володіла відмінним складом і, звичайно ж, потребувала відповідних винагород. Ось тільки існуючі на той час правила не дозволяли цього робити. У той час як провідні футбольні країни континентальної Європи переходили на професіональні рейки, бельгійці продовжували залишатися аматорами. Здебільшого, щоб поліпшити свій фінансовий стан, футболісти відкривали власні кафе. Це ж зробив і Раймон Брен у 1929 році. Таких гравців було вирішено виключити з команд. Над ними повисла загроза дискваліфікації. Брен вирішив продовжити кар'єру за кордоном. Натомісць його було виключено зі складу національної збірної на шість років і без його участі пройшли два перших чемпіонати світу.

## Виступи за «Спарту»
Раймон Брен отримав запрошення від Джона Діка, тренера чехословацької «Спарти». Цей англійський спеціаліст свого часу очолював «Беєрсхот». 

## Досягнення

### Командні
- Володар кубка Мітропи (1): 1935
- Фіналіст кубка Мітропи (2): 1930, 1936
- Чемпіон Бельгії (6): 1924, 1925, 1926, 1928, 1938, 1939
- Віце-чемпіон Бельгії (4): 1923, 1927, 1929, 1937
- Чемпіон Чехословаччини (2): 1932, 1936
- Віце-чемпіон Чехословаччини (4): 1931, 1933, 1934, 1935
- Володар кубка Богемії (2): 1931, 1934

### Особисті
- «Найкращі футболісти Європи XX сторіччя» (за версією IFFHS): 64-е місце
- «Найкращі бомбардири національних чемпіонатів світу» (за версією IFFHS): 40-місце[1]
- Найкращий бомбардир чемпіонату Бельгії (2): 1928 (35 голів), 1929 (27 голів)
- Найкращий бомбардир чемпіонату Чехословаччини (2): 1932 (16 голів), 1934 (18 голів)

## Статистика

### Клубні команди
| Клуб              | Сезон             | Чемпіонат | Чемпіонат | Чемпіонат | Кубок Мітропи | Кубок Мітропи | Кубок Мітропи | Всього | Всього |
| Клуб              | Сезон             | Ліга      | Матчі     | Голи      | Турнір        | Матчі         | Голи          | Матчі  | Голи   |
| ----------------- | ----------------- | --------- | --------- | --------- | ------------- | ------------- | ------------- | ------ | ------ |
| «Беєрсхот»        | 1922/23           | Д-1       | 4         | 4         |               |               |               | 4      | 4      |
| «Беєрсхот»        | 1923/24           | Д-1       | 7         | 3         |               |               |               | 7      | 3      |
| «Беєрсхот»        | 1924/25           | Д-1       | 23        | 10        |               |               |               | 23     | 10     |
| «Беєрсхот»        | 1925/26           | Д-1       | 26        | 27        |               |               |               | 26     | 27     |
| «Беєрсхот»        | 1926/27           | Д-1       | 23        | 19        |               |               |               | 23     | 19     |
| «Беєрсхот»        | 1927/28           | Д-1       | 18        | 35        |               |               |               | 18     | 35     |
| «Беєрсхот»        | 1928/29           | Д-1       | 26        | 27        |               |               |               | 26     | 27     |
| «Беєрсхот»        | 1929/30           | Д-1       | 13        | 12        |               |               |               | 13     | 12     |
| «Беєрсхот»        | Всього            | Всього    | 140       | 137       | -             | 0             | 0             | 140    | 137    |
| «Спарта» (Прага)  | 1930/31           | Д-1       | 12        | 14        | КМ            | 6             | 4             | 18     | 18     |
| «Спарта» (Прага)  | 1931/32           | Д-1       | 16        | 16        | КМ            | 6             | 1             | 22     | 17     |
| «Спарта» (Прага)  | 1932/33           | Д-1       | 18        | 19        | КМ            | 2             | 0             | 20     | 19     |
| «Спарта» (Прага)  | 1933/34           | Д-1       | 16        | 18        | КМ            | 4             | 0             | 20     | 18     |
| «Спарта» (Прага)  | 1934/35           | Д-1       | 11        | 13        | КМ            | 6             | 3             | 17     | 16     |
| «Спарта» (Прага)  | 1935/36           | Д-1       | 22        | 22        | КМ            | 9             | 7             | 31     | 29     |
| «Спарта» (Прага)  | 1936/37           | Д-1       | 11        | 18        | КМ            | 7             | 4             | 18     | 22     |
| «Спарта» (Прага)  | Всього            | Всього    | 106       | 120       | -             | 40            | 19            | 146    | 139    |
| «Беєрсхот»        | 1936/37           | Д-1       | 9         | 16        |               |               |               | 9      | 16     |
| «Беєрсхот»        | 1937/38           | Д-1       | 27        | 22        |               |               |               | 27     | 22     |
| «Беєрсхот»        | 1938/39           | Д-1       | 25        | 13        |               |               |               | 25     | 13     |
| «Беєрсхот»        | 1939/40           | рег.      | 8         | 4         |               |               |               | 8      | 4      |
| «Беєрсхот»        | 1941/42           | Д-1       | 19        | 9         |               |               |               | 19     | 9      |
| «Беєрсхот»        | 1942/43           | Д-1       | 23        | 5         |               |               |               | 23     | 5      |
| «Беєрсхот»        | Всього            | Всього    | 111       | 69        | -             | 0             | 0             | 111    | 69     |
| «Форестуаз»       | 1943/44           | Д-1       | 21        | 0         |               |               |               | 21     | 0      |
| «Форестуаз»       | Всього            | Всього    | 21        | 0         | -             | 0             | 0             | 21     | 0      |
| Всього за кар'єру | Всього за кар'єру | -         | 378       | 326       | -             | 40            | 19            | 418    | 345    |

### Збірна Бельгії
| Рік    | Матчі | Голи |
| ------ | ----- | ---- |
| 1925   | 5     | 1    |
| 1926   | 6     | 4    |
| 1927   | 6     | 2    |
| 1928   | 9     | 8    |
| 1929   | 4     | 3    |
| 1935   | 2     | 0    |
| 1936   | 1     | 1    |
| 1937   | 7     | 1    |
| 1938   | 8     | 3    |
| 1939   | 6     | 3    |
| Всього | 54    | 26   |